# Калинівка II
Калинівка II (Калинівка-Друга) — проміжна залізнична станція Жмеринської дирекції Південно-Західної залізниці на лінії Варшиця — Старокостянтинів I між блокпостом Варшиця (6 км) та станцією Холонівська (9 км). Розташована на території селища Калинівка Друга Хмільницького району Вінницької області.

## Історія
Станція відкрита 1938 року під час будівництва ширококолійної залізничної лінії Козятин — Вінниця до Старокостянтинова. Вокзал та пост ЕЦ, був побудований 1991 року.  

## Пасажирське сполучення
На станції зупинялися 2 пари регіональних поїздів Вінниця — Хмельницький.
| Рух приміських поїздів по станції Калинівка II | Рух приміських поїздів по станції Калинівка II | Рух приміських поїздів по станції Калинівка II |
| №                                              | Маршрут сполучення                             | Періодичність курсування                       |
| ---------------------------------------------- | ---------------------------------------------- | ---------------------------------------------- |
| 805                                            | Хмельницький — Вінниця                         | Щоденно                                        |
| 806                                            | Вінниця — Хмельницький                         | Щоденно                                        |
| 807                                            | Хмельницький — Вінниця                         | Щоденно                                        |
| 808                                            | Вінниця — Хмельницький                         | Щоденно                                        |

З 18 березня 2020 року приміський рух припинено на невизначений термін.

## Галерея

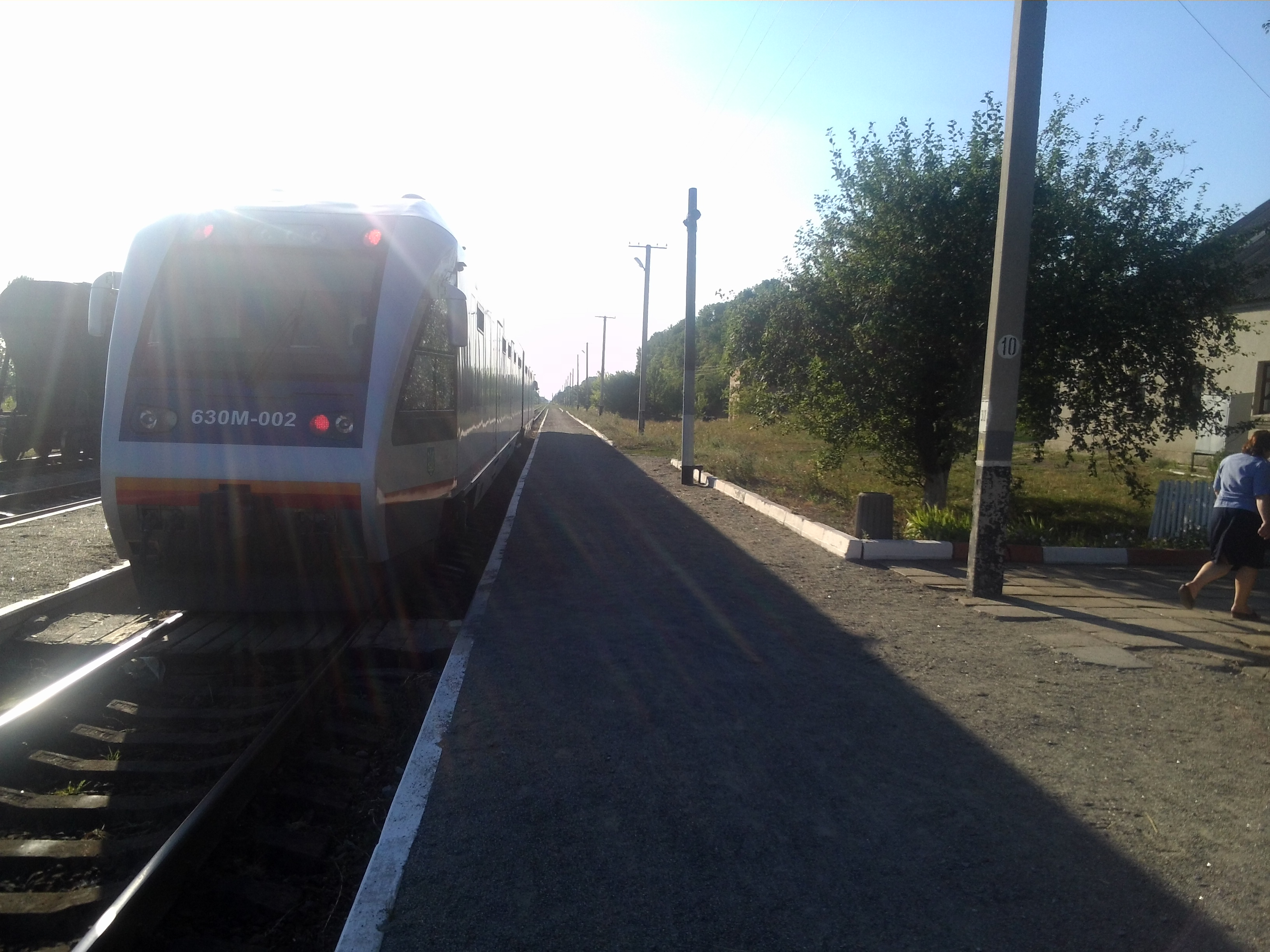
Рейковий автобус 630M-002
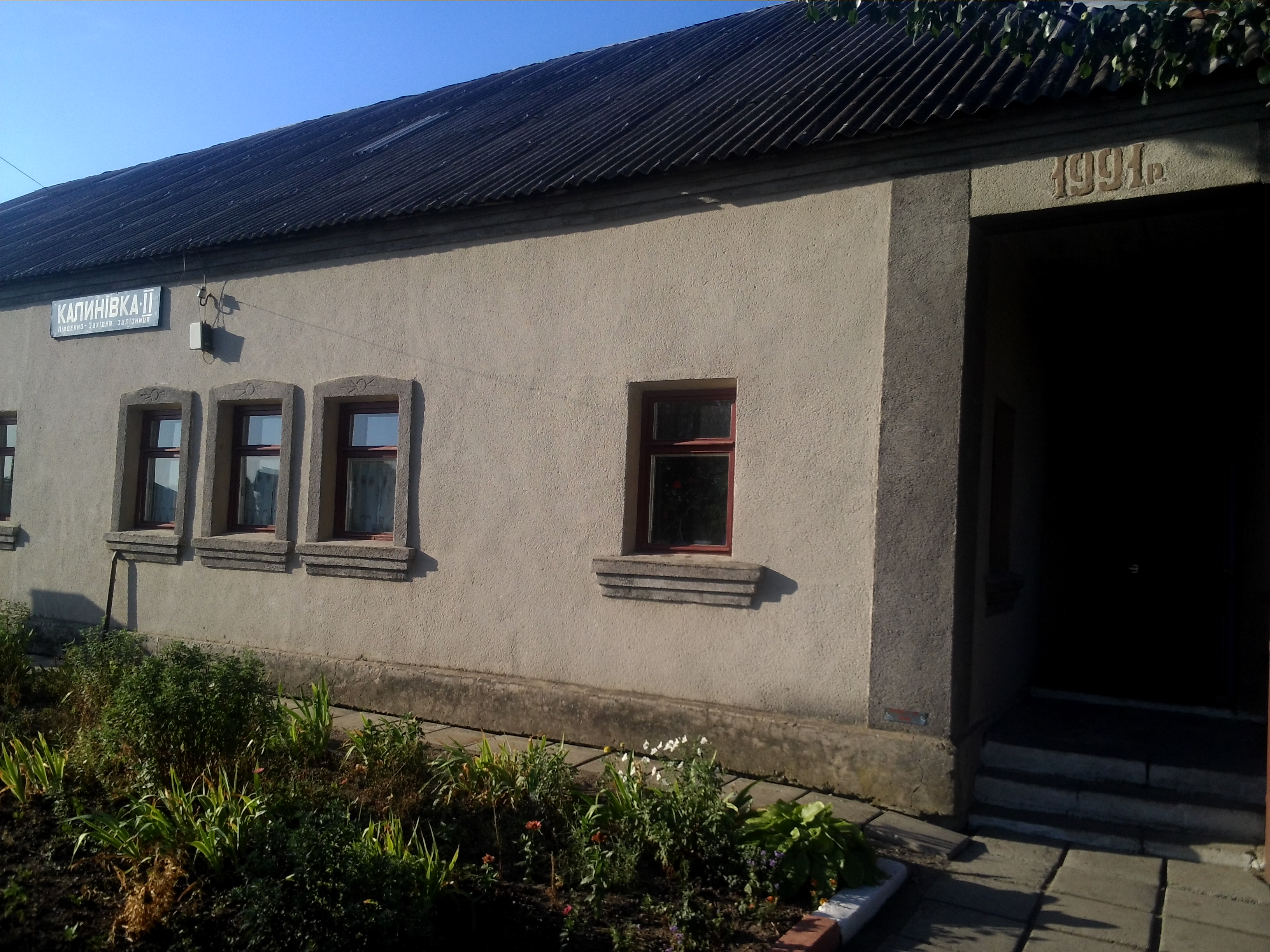
Залізничний вокзал